# Reálunió
A reálunió az államszerkezet egy típusa, a definíciója változott az idők alatt.

## Meghatározás
Korábban reálunió alatt olyan két vagy több, közös uralkodószemély alatt élő államnak az állami életre történt egyesülését értették, melynek során a belügyekre vonatkozóan az egyesült államalakulatok bizonyos mértékben megtartották önállóságukat. 
A mai definíciók szerint azonban az efféle szerveződések inkább szövetséges államnak vagy decentralizált egységes államnak tekintendők.
Perszonáluniókban az országok felett uralkodó közös személyéből fakadóan mindig elkerülhetetlenül közössé vált a külpolitika.

## Példák reálunióra
- 1091 és 1918 között Magyarország és Horvátország reáluniója;
- 1460-tól a Schleswigi és Holsteni Hercegségek reáluniója;
- 1509 és 1814 között Dánia és Norvégia reáluniója;
- 1569 és 1795 között: lublini unió, Lengyelország és Litvánia „nemesi köztársasága”;
- 1800 és 1908 között: Dánia és Izland reáluniója;
- 1802 és 1810 között: a Salm-Salmi és Salm-Kyrburgi Hercegségek reáluniója;
- 1809: az első német alkotmány elrendeli a Szászország-Weimari, valamint a Szászország-Eisenachi Hercegségek reálunióját a Szászország-Weimar-Eisenachi Hercegség keretein belül;
- 1867 és 1918 között: a kiegyezés alapján Ausztria és Magyarország reáluniója;
- 1871 és 1918 között: a Porosz Királyság és a Német Birodalom reáluniója.